# Rattus colletti
Rattus colletti — один з видів гризунів роду пацюків (Rattus).

## Поширення
Цей вид обмежений мусонною субпобережною рівниною Північної території, Австралія. Пов'язаний з широкою, плоскою, безлісою рівниною припливних річок. Вид рухається сезонно з заплав до нагір'я через повінь. Самиці можуть давати дев'ять або більше дитинчат за рік залежно від мусонних дощів.

## Морфологічні особливості
Гризуни середнього розміру, завдовжки 120—200 мм, хвіст — 95 — 150 мм, стопа — 28 — 33 мм, вухо — 17 — 21 мм. Вага — до 215 г.

## Зовнішність
Хутро шорстке і тернисте. Верхні частини коричневі, посипані сірими і жовтуватими волосками, боки і горло жовтуваті, а нижні частини світло-сірувато-жовті. Вуха маленькі та темно-коричневі. Морда витягнута. Спинки стоп і коричневі, волоски чорнуваті. Хвіст коротший, ніж голова і тіло, рівномірно темно-сірий або чорнуватий, посипаний кількома маленькими чорнуватими волосками і покритий 11 кільцями лусочок на сантиметр. Самки мають 6 пар сосків. Каріотип 2n = 42 FN = 60.

## Загрози та охорона
Наразі немає відомих серйозних загроз для цього виду. Проживає в багатьох охоронних територіях. 